# フォルクスワーゲン・シロッコ
シロッコ（Scirocco）は、ドイツの自動車メーカー・フォルクスワーゲンがかつて販売していたハッチバッククーペ型の乗用車である。

## 名称の由来
シロッコとは、北アフリカの砂漠地帯から地中海地方に吹き込む、粉塵を含んだ熱風の総称である。フォルクスワーゲン車には他にも、パサート（貿易風）、ジェッタ（ジェット気流）など、風に因んだ名称の乗用車がある。
イタリアの自動車メーカー、マセラティが生産している乗用車にマセラティ・ギブリがあるが、「ギブリ」は「シロッコ」の、リビアにおける呼称である。

## 初代（1974年 - 1981年）
ロングセラーとなっていたタイプ1（ビートル）に代わる乗用車として、1974年にゴルフが発売されると、ビートルをベースとしたクーペモデルであるカルマンギアの世代交代もまた不可避となった。このため、ゴルフIをベースに開発されたクーペモデルがシロッコである。ゴルフIよりも数か月早い1974年3月に発売された。
メカニズムはゴルフをベースとしていたが、より低い車高とスポーティな操縦性のために大幅に手が加えられていた。長いノーズ・大きく傾斜したフロントスクリーン、短くカットされてスポイラー風に処理されたファストバックテールが斬新なスタイルは、パサート・ゴルフIなどの一連の新世代フォルクスワーゲン車同様、イタルデザインのジョルジェット・ジウジアーロのデザインであった。
エンジンは水冷直列4気筒SOHCで1.1L 60馬力と1.6L 70/85馬力の3種が用意され、1975年にはゴルフGTI同様の1.6L 燃料噴射版の「GTI」も追加された。アメリカ向けの排気量は排気ガス対策のため後に1.7L に拡大された。
1.6L 85馬力の「TS」版以上とアメリカ向け車両には丸型4灯ヘッドライトが与えられたが、「LS」以下のグレードは角型2灯式が装備されていた。
1976年後半のモデルからフロントウィンドウのワイパーがそれまでの2本アームから1本に変更された。1978年にマイナーチェンジを受けてフロントのウィンカーランプが大型化され、バンパーも黒のプラスチック製に換えられた。
ブレーキは前ディスク、後ドラム。タイヤサイズは175/70SR13。最高速度はMTで165km/h、ATで160km/h。
日本には1976年から1.5L(1,457cc)、圧縮比8.0の70PS/5,800rpm、11.4kgm/3,000rpmのTSが輸入され、241(4MT)/253万円(3AT)で販売された。
1977年はGTEとLSが輸入された。LSはライトが角目2灯式。エンジンは1.6L、圧縮比8.0、ボッシュKジェトロニックで82PS/5,500rpm、12.2kgm/3,200rpm。トランスミッションはGTEは4MT/3AT、LSは4MT。
1978年はGTEのMT/ATが輸入された。フロントグリル、バンパー、フラッシャーにフェイスリフトを受け、リアワイパーが装備された。ドアミラーやセンターピラーがブラックになった。エンジンはボアφ79.5×ストローク73.4mmで1.5L、圧縮比8.0で75hp/5,800rpm、10.6kgm/3,500rpm。
1978年は引き続きGTE、1.5LのMT/ATが輸入された。ドアミラー調整が室内から可能となり、フロントガラスが安全合わせガラスとなり、シートヘッドレストが独立し調整可能となった。
1980年は1.6L、圧縮比8.2の82PS/5,500rpm、12.2kgm/3,200rpmエンジンに置換されたGTEの5MT/3ATが輸入された。前ディスクブレーキパッドがサイズアップ、従前4MTにオーバードライブを加えた形のギア比の5MTに変更されている。
1981年にはKジェトロニックを装備する1,715cc、78PS/5,000rpm、13.1kgm/3,200rpmエンジンに置換された。
初代シロッコは、オペル・マンタやフォード・カプリなどのライバルをしのぐ販売台数を記録、1981年までに50万4,153台が生産された。

## 2代目（1982年 - 1992年）
1981年3月のジュネーヴショーで発表され、1982年に発売。デザインはゴルフIIと同様にジョルジェット・ジウジアーロの手を離れ、フォルクスワーゲン社内でデザインされた。初代モデルが7年間で50万台以上生産されたのに対し、この2代目モデルの販売は10年間で29万1,497台にとどまった。
ボディデザインは大幅に変わったが、プラットフォームは初代を流用していた。デザイン上の特色として、当時流行のリアスポイラーがテールゲートのウインドウ下端より上に装着されていたことが挙げられる。リアスポイラー装着時のCd値は0.38に向上し、後輪側揚力を30%近く減らした。
エンジンは1.6L 75PS、1.8L 90PS、インジェクションを装備した1.8L 112PSの3種。日本仕様はGTiが輸入され1.7L、ボッシュKジェトロニック78PS/5,000、13.1kgm/3,200rpm。最高速は170km/h(MT)/165km/h(AT)に向上した。
装備は充実し本革シートやパワーウィンドーが選択可能となったが、初期型ではパワーステアリングが未設定であった。
1984年にはマイナーチェンジされ、エンジンがボアφ81.0×ストローク86.4mmの1,780cc、圧縮比9.0、95PS/5,500rpm、14.5kgm/3,000rpmとなり、フロントワイパーが一般的な2本になり、パワーウィンドーとパワーステアリングが標準となった。ブレーキ系統の改良、スペースセイバー型スペアタイヤ採用による燃料タンク容量拡大、エアコンの改良などが行われた。最高速は180km/h(MT)/175km/h(AT)に向上した。
1985年は輸入されるのがトップモデルのGTXとなった。最終減速比が3.667に変更され、高速走行時のエンジン回転数が下がっている。フロントエアダム、フェンダーアーチモール、サイドスカート、リアエプロン、リアスポイラーとエアロパーツをフル装備した。
1986年は引き続きGTXが輸入されたがMTが輸入されずATのみとなった。
1987年はゴルフGTI-16Vと同じDOHC16バルブエンジン搭載車GTX-16Vが輸入された。外観上の変化はエンブレム程度であったゴルフとは対照的にシロッコGTX-16Vは従前のGTXと同様オーバーフェンダーを含むフルエアロキットを装備、外観のスポーティー度を高めた。エンジンはボアφ81.0×ストローク86.4mmの1.8L、ボッシュKAジェトロニックで130PS/6,100rpm。ブレーキは前ベンチレーテッドディスク、後ディスクとなった。0-100km/hは8.3秒、最高速は218km/h。
1988年のデータではKEジェトロニック、1.8L、125PS/5,800rpm、17.1kgm/4,250rpm、0-100km/hは8.6秒、トップスピードは200km/hになっている。
後継となるコラードの登場に伴い、アメリカや日本など大半の市場では1988年までに生産終了となったが、ドイツ本国向けには1992年まで生産が続行された。

### シロッコ・ツインエンジン
エッティンガーがチューニングした16バルブDOHC、141PS/6,100rpmエンジンを前後に2台積む4WD実験車である。後部のエンジンはミッドシップマウントされるため後席は存在しない。トランスミッションは3速ATで、その隣に前後駆動配分を変更するレバーがあり、前に倒すと駆動はフロントのみ、後ろに倒すとリアのみとなり他連続的に変更できる。タコメーターも左のリアエンジン用と右のフロントエンジン用の2つを備える。車重は1,380kg。

## 3代目（2008年 - 2017年）
2006年のパリサロンで発表されたコンセプトカー「アイロック」（Iroc ）が、2008年にシロッコとして発売された（通算3代目）。2代目モデルの後継となったコラードも1995年に消滅していたため、フォルクスワーゲンとしては13年ぶりの3ドアクーペモデルとなる。
ドイツでの販売価格は21,750ユーロ（税込み）から。北米市場では「（ゴルフ）GTIの販売に悪影響を及ぼす」との理由によって導入見送りとされた。
ハッチバッククーペでありながら幅広く短い、ロングルーフを特徴とするバックドアが殆ど垂直に近い状態に立った独特の（2ボックス型の）カムバックスタイルが特徴である。搭載されるエンジンはゴルフVIと共通の、ツインチャージャー直列4気筒1.4L 120-158PS、2.0L 211PS、2.0L TDI140PSなど。そスポーツグレードとして2L TSIエンジンをチューンした256PSのシロッコRも発売された。
日本では2009年5月25日に発売。1.4Lツインチャージャーエンジン搭載の「TSI」（392万円）と、2,000ccターボの「2.0TSI」（447万円）の2種類で開始された。シロッコRは2010年2月5日より515万円で発売された。
2010年9月15日、仕様変更。「TSI」が「平成17年基準排出ガス75%低減レベル（☆☆☆☆）」と「平成22年度燃費基準+15%」を同時に達成した他、ナビゲーションをオプション化するなど装備内容の見直しも行われたため、44万円値下げされ、348万円となった。一方、「2.0TSI」はリアビューカメラ「Rear Assist」を新たに装備するなどで13万円値上げの460万円となった。なお、タイヤは両タイプとも突起物が貫通した場合でも、特殊高分子ポリマーの粘着特性により瞬時に穴を塞ぎ、継続走行が可能な「モビリティタイヤ」となった。
2011年8月24日、特別仕様車「R-Line」を発売。「TSI」をベースに、専用フロント&リアバンパー、サイドスカート、18インチアルミホイール、専用ファブリックシートなど、「R-Line」専用の内外装を装備（379万円）。併せて、「TSI」の仕様変更も行い、パドルシフト、リアパークディスタンスコントロール、RCD310オーディオを追加装備するとともに、セットオプションとして「アダプティブシャシーコントロール"DCC"パッケージ」と「レザーシート、パノラマガラスルーフパッケージ」を新たに設定。なお、追加装備に伴って2万円値上げとなり、350万円となった。
2012年4月3日、「TSI」と特別仕様車「R-Line」において仕様変更。JC08モードに対応し、同モードでの燃費は15.8km/Lとなっており、平成27年度燃費基準を達成している。
2013年4月16日、従来発売されていた「R-Line」をベースに、走行状況に応じてダンパーの減衰力や電動パワーステアリングの特性が異なる3つのモードに切り替えできる「DCC（アダプティブシャシーコントロール）」、中・高速でのコーナリングを快適かつ安全に行う「XDS（電子制御式ディファレンシャルロック）」、純正ナビゲーションシステム「712SDCW」を追加装備し、メーター中央部にフルカラーマルチファンクションインジケーターを追加した「R-Line Dynamisch（ディナミッシュ）」を発売。
2014年3月14日、消費税増税及び原材料費の高騰などに伴う生産コストと輸送費の上昇を受けて、同年4月1日付で価格改定を実施することが発表されたが、シロッコに関してはゴルフ カブリオレと共に販売終了する見込みのため値上げの対象外となり、同年3月をもって日本での販売が終了された。
その他の市場においても2017年をもって生産・販売終了となった。

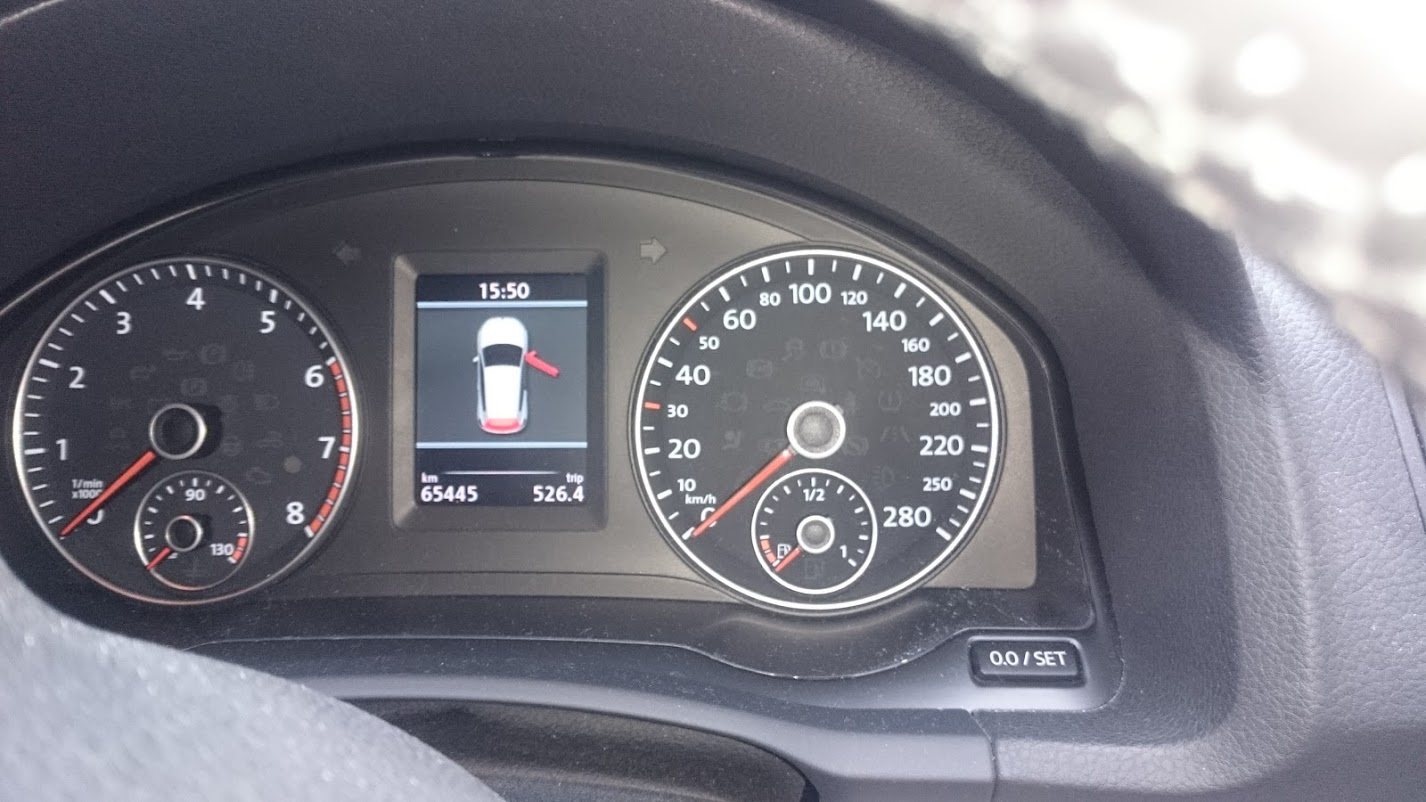
フォルクスワーゲン・シロッコのメーター類

## 参考資料
- carview.co.jp.試乗レポート「フォルクスワーゲン　シロッコ」レポート：河口まなぶ
- carview.co.jp.試乗レポート「フォルクスワーゲン シロッコ」 試乗レポート
- 岡崎宏司『世界の名車グラフィティ フォルクスワーゲン』新潮文庫 ISBN 4-10-132005-5
- 『外国車ガイドブック1975』日刊自動車新聞社
- 『外国車ガイドブック1976』日刊自動車新聞社
- 『外国車ガイドブック1977』日刊自動車新聞社
- 『外国車ガイドブック1978』日刊自動車新聞社
- 『外国車ガイドブック1979』日刊自動車新聞社
- 『外国車ガイドブック1980』日刊自動車新聞社
- 『外国車ガイドブック1981』日刊自動車新聞社
- 『外国車ガイドブック1982』日刊自動車新聞社
- 『外国車ガイドブック1983』日刊自動車新聞社
- 『外国車ガイドブック1984』日刊自動車新聞社
- 『外国車ガイドブック1985』日刊自動車新聞社
- 『外国車ガイドブック1986』日刊自動車新聞社
- 『外国車ガイドブック1987』日刊自動車新聞社
- 『外国車ガイドブック1988』日刊自動車新聞社
- 『外国車ガイドブック1989』日刊自動車新聞社
- 『輸入車ガイドブック1990』日刊自動車新聞社